# Matthieu Saladin
Matthieu Saladin, né en 1978 à Versailles, est artiste et musicien français. Il vit et travaille à Paris et à Rennes.

## Biographie
Matthieu Saladin, est artiste et docteur en esthétique, spécialiste des musiques expérimentales. Il est maître de conférences en arts plastiques à l’Université Paris 8. Il est également directeur de rédaction de la revue TACET et participe aux revues Volume! et Revue & Corrigée.
Matthieu Saladin est représenté par la galerie Salle Principale à Paris.

## Démarche artistique
La pratique de Matthieu Saladin s’inscrit dans une approche conceptuelle de l’art, réfléchissant, à travers un usage récurrent du son, sur la production des espaces, l’histoire des formes et des processus de création, ainsi que sur les rapports entre art et société du point de vue économique et politique. Elle prend aussi bien la forme d’installations sonores et de performances que de publications (livres, disques), de vidéos et de créations de logiciels.

## Expositions

### Expositions personnelles
- Oracle (aujourd’hui est-il un autre jour ?), Château d’Angers, Angers, 2022 [1]
- Temps partiels II. Flextime (cur. Emile Ouroumov), BBB centre d'art, Toulouse, France, 2019 [2]
- Temps partiels I. Tirer sur les cadrans pour arrêter le jour (cur. Emile Ouroumov), BBB centre d'art, Toulouse, France, 2019 [3]
- Wind is insubstantial: visible and audible only through the objects in its path, Salle Principale, Paris, France, 2017
- La promesse de la dette, Salle Principale, Paris, France, 2016 [4]
- There's a riot goin' on, CAC Brétigny, Brétigny, France, 2013

### Expositions collectives
- Offset (cur. Claude Closky), CDLA, 2023 [5]
- Aller contre le vent (cur. Sylvie Zavatta), Frac Franche-Comté, Besançon, 2022 [6]
- Bye Bye His-Story, Chapter 5050 (cur. Emmanuel Lambion), Centre de la Gravure, La Louvière, 2021 [7]
- X (cur. Claude Closky), Frac des Pays de la Loire, 2020 [8],[9]
- Songs for a single household (cur. Emile Ouroumov), exposition radiophonique sur *DUUU radio, 2020
- Une saison au paradis (cur. Vanessa Morisset & Stéphane Berard), Union syndicale Solidaires, Paris, France, 2020
- Conceptual Comics (cur. Amir Brito Cadôr), Cabinet du livre d’artiste, Rennes, France (sous le pseudonyme Laetitia Shudman), 2020
- Evaporation (concert) (cur. Stéphane Garin), Festival Nuit#couchée, Poitiers, France, 2020
- Noises Off (cur. Laurent Güdel & Lionel Gafner), Kopfhörer, Lokal-Int, Bienne, Suisse, 2020
- I love print – Exposition 05/22, Lendroit, Rennes, France, 2020[10]
- Das Ökonomieballett (performance avec Franz Erhard Walther et Peter Kogler), (cur. Pierre Bal-Blanc), Erste Campus, Vienne, Autriche, 2020
- A4xX (cur. Christine Demias), Onzième-lieu, Paris, France, 2020
- Capsule temporelle d’un premier jour de grève (performance), Interprétation : Compagnie vocale Eranos, BBB centre d'art, Toulouse, France, 2020
- La capture de l’inaudible (performance), Gaîté lyrique, Paris, France, 2019[11]
- Le nombre du besoin (performance), BBB Centre d’Art, Toulouse, France, 2019
- Street Art (cur. Elsa Werth & Camila Oliveira Fairclough (en)), rue Louis Delgrès, Paris, France, 2019
- La capture de l’inaudible (performance), La Membrane et Bruit de fond, Marseille, France, 2019
- Aplats et plages colorés : les monochromes et les livres d’artistes (cur. Aurélie Noury), Cabinet du livre d’artiste, Rennes, France, 2019
- La capture de l’inaudible (performance), Bruit de fond, Marseille, France, 2019
- Politique des transpositions (installation sonore dans l’espace public), Les Sirènes, Renens, Suisse, 2019
- L’inaudible d’un centre d’art (performance), dans le cadre de la soirée de lancement de l’édition La capture de l’inaudible, parue chez Art Kill Art, Synesthésie–MMaintenant, Saint-Denis, France, 2019
- Les rassemblements (concerts), interprétations par les étudiants du master IFMI (université Toulouse Jean Jaurès), BBB centre d’art, Toulouse, France, 2019
- Les séparations (concert), interprétation : Francisco Meirino, Bumpliz Nord HKB, Bern, Suisse, 2019
- Reverberation from Crystallised Revolution (cur. Ma Yongfeng), Tête, Berlin, Allemagne, 2019
- Occupations, Salle Principale, Paris, France, 2019
- Survivre ne suffit pas (cur. Sylvie Zavatta), Frac Franche-Comté, Besançon, France, 2019[12]
- Les Sirènes (performance), Textures festival, Les Instants Chavirés, Montreuil, France, 2018
- "Sylvie Fanchon, Je m’appelle Cortana" (cur. Sylvie Zavatta, Julie Crenn), Frac Franche-Comté, Besançon, France, 2018
- One Piece at a Time: les arts tactiques au travail (cur. Jil Daniel, Jan Middelbos, Aurélie Noury), Cabinet du livre d’artiste, Rennes, France, 2018
- Vers l’impasse de la Confiance (performance), MAD, stand Salle Principale, Monnaie de Paris, Paris, France, 2018
- Je marche donc nous sommes, Académie de la marche, Magasin des horizons, Grenoble, France, 2018[13]
- Last Cry (cur. Angeline Madaghdjian), Salon du Salon, Marseille, France, 2018
- Les contraintes de l’endroit, Université Paris 8 Vincennes, Saint-Denis, France, 2018
- RESONANCE – 2, FRAC Normandie Rouen, Sotteville-lès-Rouen, France, 2018
- Ce qui nous tient, ce à quoi nous tenons (cur. Mickaël Roy), galerie le Granit, Belfort, France, 2018
- L’extension du plancher est une lutte (Rumeur) (cur. Mickaël Roy), galerie le Granit, Belfort, France, 2018
- Ours, colophon, achevé d’imprimer : le livre d’artiste et le péritexte (cur. Aurélie Noury), Cabinet du livre d’artiste, Rennes, France, 2018
- Les déplacements, (concert) Interprétation : Bertrand Denzler, Jean-Luc Guionnet et Stéphane Rives, Salle Principale, Paris, France, 2018
- Les rassemblements, (concert) Interprétation : Stéphane Garin, Salle Principale, Paris, France, 2018
- Please, Save the Date! (cur. Marie Boivent), Lendroit, Rennes, France, 2018
- Les séparations, (concert) Interprétation : Francisco Meirino, Salle Principale, Paris, France, 2017
- Florence Jung, Frac Franche-Comté, Les halles, Porrentruy, Suisse, 2017
- Violence in war and peace, (cur. Guy Schraenen), Museo Nacional Centro de Arte Reina Sofía, Madrid, Espagne, 2017
- La capture de l’inaudible, (performance) Festival L’idiot 2, Le Générateur, Gentilly, France, 2017
- Micro silence (cur. Constance-Juliette Meffre, Elena Biserna), Galerie des Grands Bains Douches de la Plaine, Marseille, France, 2017
- La capture de l’inaudible, (performance) Synesthésie—MMaintenant, Saint-Denis, France, 2017
- La capture de l’inaudible, (performance) Cinema Bellevaux, Lausanne, Suisse, 2017
- La capture de l’inaudible, (performance) University College, Cork, Irlande, 2017
- Orientation (cur. Dominique Mathieu), Salle Principale, Paris, France, 2017
- Economic Score – Der Canaletto-Blick, Kunst am Bau Projekt, (œuvre sonore performance) Erste Bank, Vienna, Autriche, 2017
- Le futur doit être dangereux (cur. Amélie Lavin), Musée des Beaux-Arts de Dole, Dole, France, 2016
- Maxfeed, (cur. Daniele Balit), Frac Franche-Comté, Besançon, France, 2016
- La capture de l'inaudible (création radiophonique), Floating on Air, Nuit blanche, Paris, France, 2016
- Infinite Ear (cur. Council – Grégory Castéra and Sandra Terdjman), WHITIN project by Tarek Atoui, Bergen Assembly, Bergen, Norvège, 2016
- Capturando lo inaudible (performance), Out of Sync (rhythm and revolutions) program, Tabakalera, Donostia, Espagne, 2016
- Économie de la tension (cur. Émile Ouroumov avec Catherine Pavlovic), CAC Parc Saint Léger, Pougues-les-Eaux, France, 2016
- La capture de l'inaudible (performance), Festival L'effervescent 2, 102, Grenoble, France, 2016
- The Kids, Want Communism, MoBY Museums of Bat Yam, Bat Yam, Israël, 2016
- Iconographie. L’œuvre comme collection d’images, Frac Limousin, Limoges, France, 2015
- Graphisme contemporain et engagement(s), (Vier 5), BNF, Paris, France
- Ma’aminim, věřící / the believers, Tranzit, Prague, République Tchèque, 2015
- Übermorgenkünstler, Staatliche Kunsthalle, Baden-Baden, Allemagne, 2015
- Take you there radio, École Le Magasin des horizons, Grenoble, France, 2015
- D’une main invisible, Salle Principale, Paris, France, 2015
- Or il fut un temps passé où le futur était présent (cur. Guillaume Désanges), Musée d’art et d’histoire de Saint-Denis, Saint-Denis, 2015
- Soleil politique, Museio Museum for Modern and Contemporary Art, Bolzano, Italie, 2014
- Le Mur, Le mur Saint Martin, Paris, France, 2014
- De l’espace sonore – Sound Space Timeline 1877-2014, Point Culture, Bruxelles, Belgique, 2014
- Sonic Protest, Paris, France, 2014
- Brutalised Aesthetics, Rackam, CAC Brétigny, Brétigny, France, 2014
- Evaporation d’une certaine quantité d’eau (pièce climatique), Raum, Sant’Andrea degli amplificatori, Bologne, Italie, 2014
- Economic Score, CAC Brétigny, Brétigny, France, 2013
- The String and the Mirror, galerie Lisa Cooley, New York, Etats-Unis, 2013
- Abruit – Art Sequana 2, Esadhar, Le Havre, France, 2013
- White Spirit, Nuit blanche, DFK / Palais de Tokyo, Paris, France, 2012
- Orpheus Research Festival, Gent, Belgique, 2012
- Sounds like silence, HMKV, Dortmund, Allemagne, 2012
- G-20 song, Ping, CAC Brétigny, Nantes/Brétigny, France, 2012
- Un mandat de CAC 40 (2007-2012), Le Lieu Unique, Nantes, France, 2012
- CAC 40 Brétigny, CAC Brétigny, Brétigny, France, 2011
- Qwartz 7, Théâtre du Trianon, Paris, France, 2011
- Experimental Music, Grands Terrains, Marseille, France, 2011
- Une histoire secrète des crises (extraits), CAC Brétigny, Brétigny, France, 2011
- CTM 11, Berlin, Allemagne, 2011
- Ce qui secret, Fabrique Dervallières, Nantes, France, 2010
- Instal 10, Arika, Glasgow, Ecosse, 2010
- Noise & Capitalism, L’exposition comme concert, CAC Brétigny, France, 2010
- Music & Concept, Arteleku, Donostia, Espagne, 2010
- Books and Flowers, Galerie Vermelho, CNEAI, São Paulo, Brésil, 2009
- Revues d’artistes, une sélection, Galerie Arcade, Fougères, France, 2008
- BOOK is a Book Drawing by Numbers, Lendroit Galerie, Rennes, France, 2008
- Post card, carte postale, postkarte, briefkaarte, Centre des livres d’artistes, Saint-Yrieix-la-Perche, France, 2007
- Flip Books !, Orangerie du Thabor/Grand Cordel, Rennes, France, 2007
- Plateformes, Musée d’art moderne et contemporain de Strasbourg, Strasbourg, France, 2007
- La Force de l’art, Grand Palais, Paris, France, 2006

## Résidences
- 2020 : Q21 MuseumsQuartier, Vienne, Autriche
- 2019 : (au sein du groupe Les Sirènes) La Becque, La Tour-de-Peilz, Suisse [14]
- 2017-2018 : Synesthésie—MMaintenant, Saint-Denis, France [15]
- 2013 : Alvin Lucier’s Archives, Library for Performing Arts, Lincoln Center, New-York (résidence de recherche)
- 2010-2014 : CAC de Brétigny, Brétigny-sur-Orge, France

## Collections

### Collections publiques
- Fonds régional d'art contemporain de Franche-Comté, Besançon
- Fonds régional d'art contemporain de Normandie-Rouen, Rouen

### Collections privées
- Kadist Fondation, Paris

## Publications

### Livres
- La Popularité des conflits, Matthieu Saladin, Incertain sens, livre d'artiste, 2019  (ISBN 978-2-914291-89-7)
- La capture de l'inaudible, (livret + carte SD), Matthieu Saladin, édition bilingue, Artkillart, 2019
- Esthétique de l’improvisation libre. Expérimentation musicale et politique, Dijon, Les presses du réel, coll. ohcetecho, 2014  (ISBN 978-2-84066-471-0)
- Opinions, Matthieu Saladin, publié avec le Centre d'Art Contemporain de Brétigny, 2013  (ISBN 978-2-914291-55-2)

### Direction d'ouvrages
- Max Neuhaus, Les pianos ne poussent pas sur les arbres, Dijon, Les presses du réel, co-direction Daniele Balit et Matthieu Saladin, 2018  (ISBN 978-2-84066-892-3)
- Sonorités de l’utopie, TACET, Sound in the Arts, n° 4, décembre 2015
- L’expérience de l’expérimentation, (ed.), Dijon Les presses du réel, 2015 (ISBN 978-2-37896-164-0)
- De l’espace sonore (avec Y. Etienne, B. Gauguet), TACET, Sound in the Arts', n° 3, avril 2014
- Experimentation In Question, (ed.), TACET, no. 2, 201  (ISBN 978-2-9539516-1-5)
- Who Is John Cage?, TACET, no. 1, 2012  (ISBN 978-2-84066-473-4)
- La Reprise BIS, Volume ! La revue des musiques populaires, n° 7.2, éditions Seteun, 2010  (ISBN 978-2-913169-27-2)
- La Reprise dans les musiques populaires, Volume ! La revue des musiques populaires, n° 7.1, éditions Seteun 2010  (ISBN 978-2-913169-26-5)

### Autres publications
- Projet Phalanstère, édité par Pierre Bal-Blanc, 2018  (ISBN 978-3-95679-319-6)

### Documentation
- Au musée des Beaux-Arts, "le futur doit être dangereux", 10 décembre 2016, Le Progrès
- Going on about Town Art: Downtown - 'The string and the mirror', 2 septembre 2013, The New Yorker